# Тулиголове (Конотопський район)
Тулиголо́ве — село в Україні, у Кролевецькій міській громаді Конотопського району Сумської області. Населення становить 1464 осіб на 2001 рік, та 860 осіб на 2017 рік. До 2020 орган місцевого самоврядування — Тулиголівська сільська рада.
Сільським старостою обрано Самойленка Олексія.
Село славиться особливим сортом яблук — «тулиголівка». Поблизу села великі поклади глечикової глини.
Під час радянської окупації історичні назви сіл, зокрема і Тулиголове було змінено з  Тулиголови на Тулиголове, щоб нагадували назви на московський копил.

## Географія
Село Тулиголове знаходиться на березі річки Реть, вище за течією на відстані 5 км розташоване село Ярославець, нижче за течією на відстані 5 км розташоване село Бистрик. До села примикає великий лісовий масив (сосна) - Урочище Тимошенкове. Відстань від районного центру і залізничної станції Кролевець становить 18 км, від автошляху Москва-Київ (М02 E101) - 4 км.

## Символіка
На гербі на синьому тлі зображені дві голови вола в ярмі, які притулені одна до одної, що символізує назву села (герб є промовистим). Зверху над ними три зелені яблука місцевого сорту «тулиголівка» на золотому тлі. Знизу глечик-гладишка, що символізує великі поклади глечикової глини. Синє тло символізує річку Реть, а жовтий - піщані її береги. Червоний колір на гербі — село відноситься до Кролевецької громади.

## Назва
Тулиголове засноване в XVI столітті. Проте люди на цій території жили і за часів Київської Русі. У другій половині IX та протягом X століття Сіверське князівство Київської Русі поділялось на 10 волостей. Серед них була і Воргольска. Понад 20 її городищ розташовувалися на берегах Сейму, Клевені, Реті. Одне з таких знаходилося на лівому березі Реті на узвишші південно-східної околиці нинішнього Тулиголова і належало до руських укріплень. Можливо, що тут люди ховалися від ворогів, тулили тут голови свої, а звідси й назва  Тулиголове.
У переказах людей існує й легенда, ніби через місцевість де нині село, їхали два купці, на яких напали вороги і, пограбувавши їх, відтяли бідолахам голови й зникли. А на ранок ранок знайшли тіла місцеві жителі і вирішили їх за християнським звичаєм. Та розгубилися, яку голову до якого тулуба тулити. Тож один літній чоловік запропонував притулити як доведеться.  І сказавши "Прости Господи", так і вчинили. Тож і пристала назва Тулиголове до самого поселення.

## Історія
Перші писемні згадки про село відносяться до кінця XVI-XVII століття. Село нанесено на карту України, складену на початку XVII французьким інженером Ґійомом де Бопланом, який в той час бував тут.
Протягом століть Тулиголове, як і багато поселень Сіверщини, несло тягар міжусобиць, битв, визвольних повстань, у яких неостанню роль відігравали й козаки Тулиголове. Але в мирні часи, як свідчать археологічні знахідки, займалися гончарством, землеробством. Поширеним промислом було виготовлення валянців.
З 1782 року Тулиголове —  волостний центр. Тулиголівська волость входила до складу Глухівського повіту Новгород-Сіверського намісництва, з 1796 року Малоросійської, а з 1802 - Чернігівської губернії. З кінця XVII століття Тулиголове перейшло у володіння місцевих поміщиків Лозовських, Литвинчуків, та інших, хоча ці факти документально не підтверджені, як і не підтверджено, що селяни були кріпаками.
За переказами старожилів, у селі проживали вільні козаки і державні селяни. У XIX столітті було дві церкви - Преображенська (дерев'яна) і Успіння Пресвятої Богородиці (цегляна). Перша в селі церковно-парафіянська школа була відкрита у будинку дяка в 70-х роках XVIII століття. Відомо також, що в селі діяло Тулиголівське народне училище.
1859 року у село казенному, козацькому та власницькому, центрі Тулиголовської волості Глухівського повіту Чернігівської губернії, мешкало 2319 осіб (1157 осіб чоловічої статі та 1172 — жіночої), налічувалось 315 дворових господарств, існували 2 православні церкви, станова квартира 1-го стану, поштова станція, 2 винокуренних заводи.
На початку XX століття (до революції 1917 року) в селі нараховувалося понад 800 приватних селянських господарств. Жителі села крім хліборобства, займалися й іншими роботами і ремеслами. На той час у селі працював паровий млин дворянина Литвинчука, який був "націоналізований" і діяв до 1968 року, та два млини Йосипа і Федора Головні. Достатньо діяло і вітрових млинів, була олійниця. Займалися селяни і промислом смолокуріння, а також шили чоботи із шкіри домашньої вичинки. А жінки в той час ткали полотно із власної конопляної сировини. Була налагоджена в селі і торгівля.
З 1923 до 1926 роки Тулиголове було районним центром.
Село постраждало внаслідок геноциду українського народу, проведеного урядом СССР 1932–1933 та 1946–1947 роках.
На фронтах Другої світової війни воював 421 мешканець села, 177 мешканців насильно було вивезено до Німеччини, 38 загинуло на рідній землі під час окупації.
Після закінчення лихолітніх літ тулиголівці почали відбудовувати зруйноване господарство, повертатися до мирної праці, засівати ниви, відновлювати тваринницьку галузь. У Тулиголовому на той час було потужне сільськогосподарське виробництво — колгосп ім. Кірова — одне з найсильніших господарств району.
12 червня 2020 року, відповідно до розпорядження Кабінету Міністрів України № 723-р «Про визначення адміністративних центрів та затвердження територій територіальних громад Сумської області», село увійшло до складу Кролевецької міської громади.
19 липня 2020 року, в результаті адміністративно-територіальної реформи та ліквідації Кролевецького району, увійшло до складу новоутвореного Конотопського району.

## Населення

### Мова
Розподіл населення за рідною мовою за даними перепису 2001 року:
| Мова       | Кількість | Відсоток |
| ---------- | --------- | -------- |
| українська | 1440      | 98.36%   |
| російська  | 18        | 1.23%    |
| румунська  | 3         | 0.20%    |
| вірменська | 2         | 0.14%    |
| болгарська | 1         | 0.07%    |
| Усього     | 1464      | 100%     |

## Пам'ятки

### Історичні пам'ятки

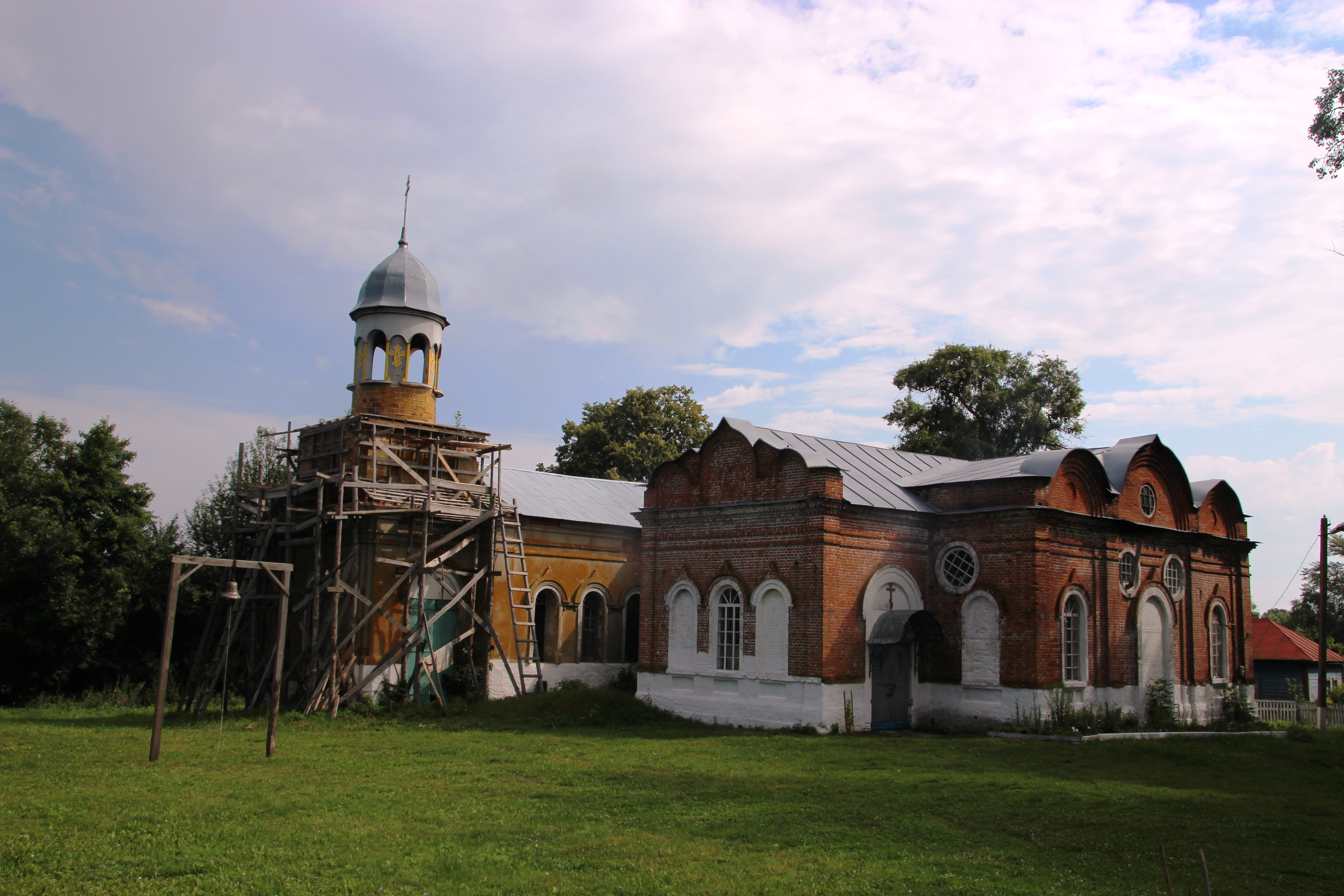
Успенська церква

В селі знаходиться пам'ятка архітектури місцевого значення — Церква Успіння Богородиці 1656 року. Побудована за проектом петербурзького архітектора Константина Андрійовича Тона коштом місцевих поміщиків Алфьорових. В радянські часи використовувалась на потреби колгоспу, були зруйновані баня та дзвіниця. В 1990-х роках передана церковній громаді села.
У селі була дерев'яна церква Преображення Господнього, комуністи її розібрали, а на її місці зараз Сільська рада.
В селі виявлено городище часів Київської Русі.

### Пам'ятки природи
Територія ботанічного заказника місцевого значення "Тулиголівський" (площею 20 га) знаходиться в Кролевецькому р-ні і займає частину Тулиголівської лісової дачі Кролевецького держлісгоспу. В рослинному покриві заказника майже не збереглися природні ліси, характерні для цієї території. Значні площі займають штучні насадження акації білої.
В 2010 році виключено зі складу природно-заповідного фонду місцевого значення, так як лісове насадження внаслідок сукцесійних процесів втратило особливу природоохоронну цінність.

## Освіта та культура
З середини XVIII століття в селі Тулиголове діяла трикласна церковно - парафіяльна школа. 1913 р. – школа стає чотирикласною світською. 1932 р. – реорганізація школи у семирічку, а з 1960 – у восьмирічку.1977 рік – збудоване нове двоповерхове приміщення школи на 464 учнівські місця. Школа одержала статус середньої.
Церковно - парафіяльна школа спочатку діяла у хаті дяка. Пізніше – у окремому приміщенні, яке на початку ХХ століття було старим і тісним, бо окрім трьох класів була учительська кімната та квартира учителя.
У селі на той час нараховувалося 750 дворів. Дітей шкільного віку було близько 300. Із них лише до 70 (в основному хлопчики) відвідувало школу. В класах висіли портрети царя та ікони. Завідував школою син поміщика – Леонов Павло Васильович. Головним учителем у 1911–1913рр. був піп Фененко Андрій Іванович. Пізніше вчителями школи були Тиморова – дружина поміщика Тиморова Федора Порфировича та Солохненко. Євгенія Григорівна, про яких з дуже великою вдячністю згадували їх учні 20-30рр. ХХст. У 1913 році в селі на кошти земства була збудована та почала діяти нова школа на чотири класи.
У 1923–1924рр. школа почала перебудо-вуватися на новий лад. Директором школи був призначений Щербина Федір Іванович, вмілий і вимогливий керівник, який очолював її до і після війни. Приміщення семирічної школи було цегляним великим і просторим. Почала діяти шкільна бібліотека. Серед досвідчених вчителів цього періоду згадуються Шепетун Віталій Гаврилович та Коваленко Степан Йосипович.
1920–1924рр. в школі навчався Меншун Григорій Іванович – Герой Радянського Союзу, якому присвоєно це звання за вміле керівництво батальйоном, особисту хоробрість і мужність, виявлені під час форсування Дніпра у період Другої Світової Війни 1941–1945 рр.
З вересня 1941 року Тулиголове окупували нацисти. Під час війни директором школи був Б.І. Ковальчук. В післявоєнний період (50–60 роки) школу знову очолив, прийшовши з фронту, Щербина Ф.І. В цей час приміщення школи було добудоване. З 1960 р. вона була реорганізована у восьмирічну. Вчителями, вмілими наставниками дитячих колективів були: Тюльпа Н.Д., Тюльпа В.Г., Неменша Є.В., Кирик Г.О., Захлєбаєва А.Є., Федченко Н.М., Горохова Л.О., Степанок Н.П.. В цей час у неповній школі навчалось 480 учнів.
У післявоєнні роки спочатку у семирічці, а потім і у восьмирічці на посаді директора в різні роки працювали: Балика С.П., Неменша Є.В., Стремоухов В.І., Божок В. М., Капець П.Ф., Левченко Є.І..
В 1977 році стало до ладу приміщення нової двоповерхової будівлі школи на 464 учнівські місця, і тоді ж школа отримала статус середньої. Керівником навчального закладу під час будівництва був ветеран Другої Світової війни Поправко Володимир Васильович, вчитель математики, вимогливий керівник.
Директорами середньої школи в цей час були:
Поправко В.В. – 1975- 1978 рр.
Федченко А.М. – 1978- 1981 рр.
Меншун А.Г. – 1981-1985 рр.
Лозовська Л.Ф. – 1985 – 2009 рр.
У зв'язку з переходом школи на статус середньої наприкінці 80-х на початку 90-х років XX ст. педколектив школи був поповнений молодою когортою вчителів: математики: Березна О.Г., Петрусенко А.М.; трудового навчання: Лубенець М.Й., Ткаченко В.К., Лозовський П.В.; хімії – Вашук Н.Я.; вчителів початкових класів: Зайнуліна Н.Н., Калюжна Н.Т., Калюжний М.Г., Матюха І.В., Ткаченко В.А., Гена Г.І.; історії: Лозовська Л.Ф., Ткаченко Н.В.; фізики – Руденко Т.В.; української мови та літератури: Самоброд В.М., Грищенко Л.В., Рой О.Г.; зарубіжної літератури: Кирик В.М., Клок І.Г., Калюжна Н.В.; фізкультури – Мова М.М.; англійської мови – Рой А.М.; музики – Литвинов П.І..
У школі функціонують 11 класів, у яких навчаються 166 учнів. З 1986 року школа почала приймати на навчання дітей 6-річного віку. Тут створено оптимальні умови продуктивної праці вчителів та учнів. Обладнано 4 класні кімнати для учнів 1–4 класів, ігрову, спальну кімнати для шестирічок, 11 навчальних кабінетів, майстерню, кабінет професійного навчання, спортивний зал, бібліотеку, їдальню на 130 місць.
На даний час директором школи є Рой Алла Миколаївна.  Зараз функціонує 11 класів де навчається 97 учнів. Хоча для продуктивної праці вчителів та учнів створено всі умови. З 1988 року школа почала приймати на навчання дітей 6-ти річного віку. Обладнано 4 класні кімнати для учнів 1 – 4 класів, ігрова для 6-ти річок, 11 навчальних кабінетів, комбіновану майстерню, спортивний зал та майданчик, актовий зал, бібліотеку, музей, їдальню на 130 місць. У навчальному закладі є 3 комп'ютерні класи, проектор та мультимедійна дошка, профорієнтаційний термінал, інтернет із можливостями для самоосвіти та дистанційного навчання.

## Декомунізація
Після набрання чинності законів про Декомунізацію, депутати шостого скликання тулиголівської сільської ради на 44 сесії ухвалили рішення про перейменування низки вулиць села.
Попередня та Нова назва вулиць:
Червоний Передовик – Хутірська
Чернишевського - Валуша
Жовтневої революції – Сіриківка
Леніна - Шлях
Колгоспна – Гончарівка
Пролетарська - Лісова
Косіора – Садова
Червона – Шкільна
Щорса - Лесі Українки
Чапаєва - Івана Франка
Горького – Ярова
Комарова – Грушева
Маяковського – Яблунева
Блюхера – Клубна
Провулки: Кірова - Зарічний
Фрунзе - Шкільний
Орджонікідзе - Вишневий 

## АТО
05.03.2017 р. на трасі біля села Тулиголове Олексій Карачун потрапив у ДТП та помер, колишній військовослужбовець в/ч 3017. Був учасником АТО. Поховали учасника АТО 06.03.2017 р. у селі Тулиголове. У АТО отримав поранення, після лікування йому виплатили 90 тис. гривень за це. Грошей собі не залишив, а віддав гроші на армію.
2015 року було затримано прикордонниками російських диверсантів на території облужківського берега.

## Цікаві факти
Якщо яблуком тулиголовкою поторохтіти ними біля вуха, то ті яблука, в яких чути, як торохтить насіння – вважаються стиглими.

## Відомі люди
- Алфьоров Михайло Матвійович (1675-?)
- Введенський Павло Петрович (1880-1938)[7][8]
- Мозолевський Іван Вікторович (1.4.1862 — 3.7.1940) — лікар, український громадський діяч у Харбіні (Китай)
- Меншун Григорій Іванович (1912—1980)
- Маркевич Яків Андрійович (17 жовтня 1696 — † 20 листопада 1770)
- Лата Григорій Іванович
- Петрусенко Іван Васильович (1919—2001) — Герой Соціалістичної Праці
- Рекун Іван Андрійович
- Меншун Анатолій Григорович (1945-2018) — поет, автор Тулиголіади[9], в якій у віршованій формі розповів про історію свого рідного села та його славних мешканців.

Де Реть свій шлях розпочинає,
Де навкруги шумлять гаї,
Прапрадіди у цьому краї
Тулили голови свої.
Хтось втік від панської неволі
І тут свій захисток знайшов,
Хтось відшукав тут нову долю,
А хтось зустрів свою любов.
Хати тулились і тулились
По річці із обох боків,
Де верби низько нахилились
Над водним дзеркалом віків.
Тож на Реті в минуле сиве
З’явилось селище нове,
Яке із гордістю, красиво
Назвали Тулиголове.
Село спочатку заснувалось
На правім березі Реті,
На лівий – плотом добирались
В той час по водному путі.
Бо Реть величною рікою
Через село колись текла,
В найвужчім місті шириною.
Десь метрів триста ще була...